# Експозиція (літературознавство)
Експози́ція — (лат. expositio — виклад, опис, пояснення) вихідна частина сюжету художнього твору, в якій стисло подається ситуація, що логічно випереджає зав'язку, хоча може в тексті передавати не тільки їй, а й подаватися після неї окремими деталями впродовж усього твору (Затримана експозиція) або ж наприкінці (Зворотна експозиція). Експозиція представляє час і місце події(дії), немовби експонує обставини, в яких діятимуть персонажі, дає необхідні пояснення щодо них чи намірів оповідача. Місце експозиції в тексті зумовлюється задумом автора, а її стислість чи розгорнутість залежить від жанру твору і стилю письменника. Пряма експозиція («Микола Джеря» І.Нечуй -Левицького), затримана експозиція («Сміх» М. Коцюбинського), зворотна експозиція («Новина» В. Стефаника), по-різному збуджуючи уяву читача, підтримуючи його увагу, допомагає глибше зрозуміти характер, причини колізії і конфлікту, які рухають сюжет твору. Від прологу експозиція відрізняється більш органічним включенням в основну дію і розповідь автора. Початок твору та його експозиція відрізняються за функціями в розгортанні сюжету і розкритті (поясненні) конфлікту, оскільки на початку твору можуть подаватися й інші елементи сюжету (зав'язка чи розв'язка).
Розрізняють 3 види експозиції:
- пряма
- затримана
- зворотна

Пряма розташована на початку твору; затримана — може випереджати зав'язку, або подаватися після неї окремими деталями; зворотна наприкінці твору. Автор навмисно її ставить наприкінці.

## Приклади в літературі
- У творі «Мертві душі» Гоголя експозиція знаходиться після зав’язки і в кінці твору. Спочатку автор описує побутову та історичну обстановку свого оповідання, а в закінченні розкриває характер основної діючої особи – Чичикова.[1]
- У романі «Як гартувалася сталь» автор використовує пряму експозицію, тобто на самому початку твору Микола Островський описує сцени з дитинства Павки Корчагіна, його шкільні проблеми, роботу в кубової, а тільки після цього приступає до зав’язки.[1]